# 구만면
구만면(九萬面)은 대한민국 경상남도 고성군에 있는 면이다. 고성읍에서 17.8km 동북쪽에 위치하여 동쪽은 회화면과 마산시 진전면, 남쪽은 회화면과 서북쪽은 개천면과 마산시 진전면과 접하고 있는 사방이 산으로 둘러 쌓여 있다. 북쪽으로 기대봉(520.6m), 북동쪽으로 적석산(497m), 동쪽으로 깃대봉 (435.2m), 북서쪽으로 용암산(399.5m) 및 필두봉, 남쪽으로 시루봉(239.2m) 등의 산으로 병풍처럼 둘러쌓인 분지 형태의 지형이다. 수도작 중심의 논농업이 주이며 최근 축산, 과수, 시설하우스 재배 농업이 늘고 있으나 전체적으로는 농업이 대부분이고 일부 서비스업, 제조업이 있고, 문화유적으로는 광덕리 및 효락리 일대에 지석묘가 있고, 화림리 화촌마을에 ‘도산서원’, 효락리 낙동마을에 ‘소천정’이 있다.

## 유래
구만면은 소가야 시대에는 의선향에 속하였으며, 1018년 고려 현종 9년에 고성현으로 개칭되면서 구만촌으로 호칭하다가 1894년 갑오경장 때 군제 실시 이후에 구만면은 높은 산이 사방으로 둘러싸고 있어 굴안같다고하여 구만면으로 개칭하여 12개 동리를 관할하였다. 1914년 3월 1일 면을 병합할 때 회현면의 녹명 일부를 병합하여 용와, 저연, 화림, 주평, 효락, 광덕의 6개리로 개편하였다. 구만면은 1914년 4월 1일에 면이 설치되어, 1983년 2월 15일 개천면의 나선리 선동이 구만면의 화림리에 편입되었고, 1984년 8월 22일 효락, 주평, 화림, 저연, 용와, 광덕 등 6개 법정리에 14개 행정리 23개반으로 오늘에 이르고 있다.

## 행정 구역
- 효락리
- 주평리
- 화림리
- 저연리
- 용와리
- 광덕리

## 문화 유적
광덕리에 지석묘가 있고, 도산서원(陶山書院 : 화림리), 소천정(蘇川亭 : 효락리), 취석수정(醉石樹亭 : 주천리), 당산쌍정(堂山雙亭 : 화림리 당산) 등이 있으며 특히 임진왜란 구만전투(사료:고성군지 1995년 6월 30일 간행)와 기미년 3·1독립운동시 국천(현 구만면)변에서 많은 군중이 운집하여 의거한 곳으로 그 당시 독립지사, 좌해 허재기(左海 許在基)공의 공적비가 구만중학교 정문 옆에 건립되어 있다.

## 교육
- 구만초등학교